# Chromaspirina vanreuselae
Chromaspirina vanreuselae is een rondwormensoort uit de familie van de Desmodoridae. De wetenschappelijke naam van de soort is voor het eerst geldig gepubliceerd in 1996 door Verschelde & Vincx.